# Samenzang
Met samenzang wordt een manier van zingen bedoeld waarbij een groep mensen gezamenlijk een lied ten gehore brengt.
Typerend voor samenzang is dat de zangers niet muzikaal geschoold hoeven te zijn en dat de te zingen muziek meestal makkelijk in het gehoor ligt. De samenzang kan worden begeleid door een of meer muziekinstrumenten en/of een of meer voorzangers. Samenzang draagt bij aan een gevoel van verbondenheid van gelijkgezinden.
Voorbeelden van samenzang zijn:
- Het gezamenlijk zingen van een volkslied
- Het zingen van marsliederen door militairen
- Het zingen van liederen tijdens kerkdiensten, zoals psalmen, gezangen, hymnen, lofprijsliederen en aanbiddingsliederen
- Kerstsamenzang, ook wel volkskerstzang genoemd, in kerken, maar ook op andere plaatsen
- Het zingen van voetballiederen in stadions
- Het, al dan niet op commando, meezingen met een song tijdens een popconcert